# Einvaux
Einvaux est une commune française située dans le département de Meurthe-et-Moselle en région Grand Est.

## Géographie
| Méhoncourt  | Lamath  |            |
| Brémoncourt | Einvaux | Landécourt |
| Froville    |         | Clayeures  |

### Localisation
Einvaux est située au cœur d'une petite vallée du pays bayonnais à 15 kilomètres de Lunéville et à une trentaine de Nancy.

### Voies de communication et transports
Ce village d'environ 300 habitants est desservi au nord par la route départementale D 9 et au sud par la D 22.
Une gare, aujourd'hui détruite, était située à l'extérieur du village, le quartier a d'ailleurs conservé le nom La Gare. Un arrêt ferroviaire reste toujours actif, desservi par la ligne 4 Nancy - Épinal - Remiremont.

### Hydrographie
La commune est dans le bassin versant du Rhin au sein du bassin Rhin-Meuse. Elle est drainée par le ruisseau de Bremoncourt, le ruisseau de Landecourt, le ruisseau le Fouliot et le ruisseau le Voite Pre,.
Le Badal prend sa source sur le territoire d'Einvaux, non loin de Clayeures, avant de traverser Landécourt et Lamath pour finalement se jeter dans la Mortagne.
Le Chaudrenot prend sa source à Belchamps sur le territoire de Méhoncourt, puis rejoint le Fouliot à la sortie Sud d'Einvaux. Il alimentait autrefois des étangs destinés à la pisciculture pour l'abbaye de Belchamps. Plus en aval, il desservait le moulin d'Einvaux, encore visible en partie aujourd'hui. Sur la route de Brémoncourt, un guéoir était utilisé à la sortie du village.
Le Fouliot traverse le territoire de la commune à l'ouest, cet affluent de l'Euron prend sa source à  Brémoncourt.

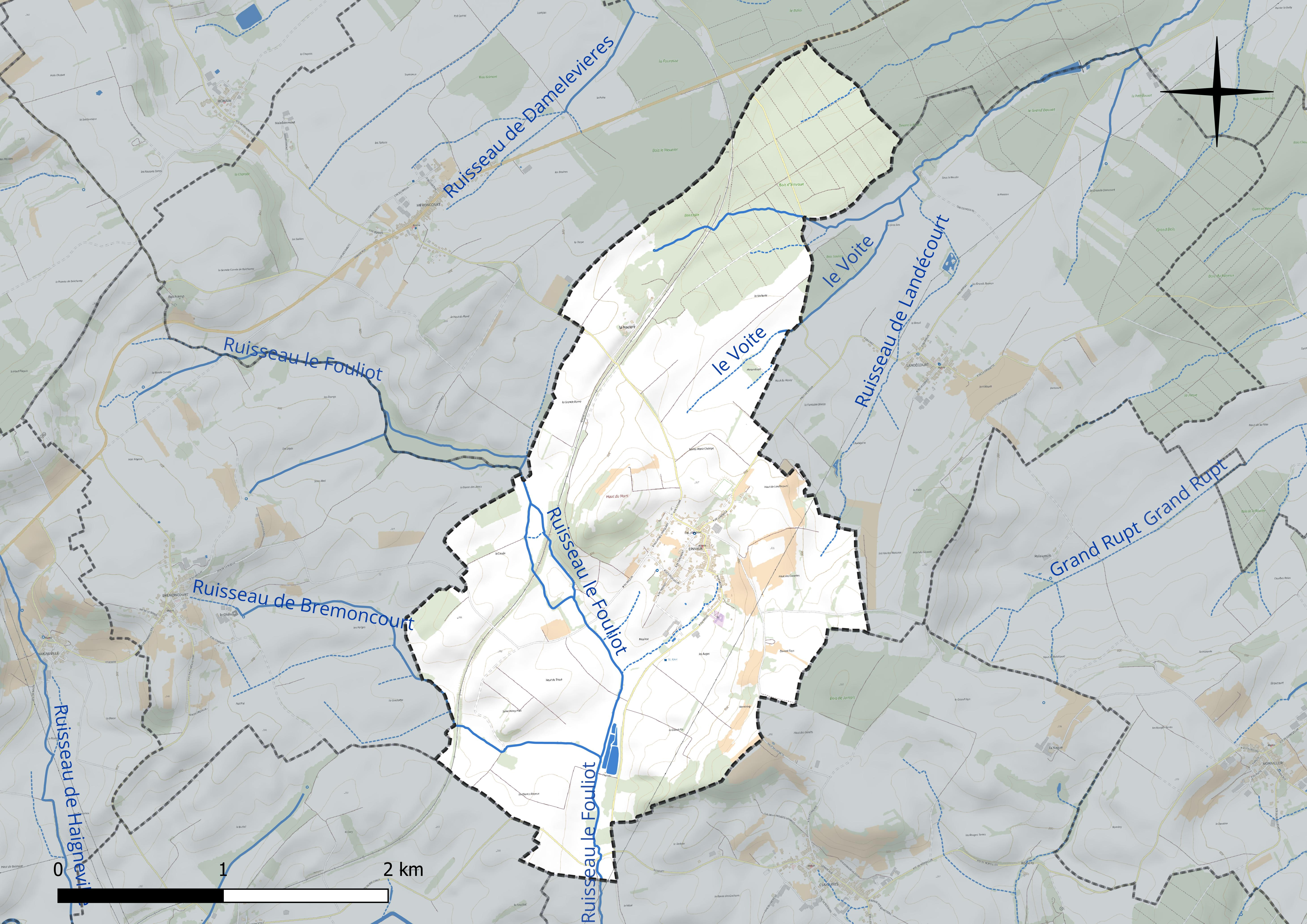
Réseau hydrographique d'Einvaux.

Dans les années 1960 puis 70, un lac de barrage était en projet et aurait concerné une partie du territoire d'Einvaux (sud-ouest). Ce projet a été abandonné par les services de l'État au profit du lac de Pierre-Percée.

### Climat
Pour des articles plus généraux, voir Climat du Grand Est et Climat de Meurthe-et-Moselle.
En 2010, le climat de la commune est de type climat des marges montargnardes, selon une étude du Centre national de la recherche scientifique s'appuyant sur une série de données couvrant la période 1971-2000. En 2020, Météo-France publie une typologie des climats de la France métropolitaine dans laquelle la commune est exposée à un climat semi-continental et est dans la région climatique Lorraine, plateau de Langres, Morvan, caractérisée par un hiver rude (1,5 °C), des vents modérés et des brouillards fréquents en automne et hiver.
Pour la période 1971-2000, la température annuelle moyenne est de 9,4 °C, avec une amplitude thermique annuelle de 17 °C. Le cumul annuel moyen de précipitations est de 919 mm, avec 11,7 jours de précipitations en janvier et 9,8 jours en juillet. Pour la période 1991-2020, la température moyenne annuelle observée sur la station météorologique de Météo-France la plus proche, « Roville », sur la commune de Roville-aux-Chênes à 19 km à vol d'oiseau, est de 10,3 °C et le cumul annuel moyen de précipitations est de 833,3 mm. 
La température maximale relevée sur cette station est de 40 °C, atteinte le 25 juillet 2019 ; la température minimale est de −24,5 °C, atteinte le 2 janvier 1971,,.
Les paramètres climatiques de la commune ont été estimés pour le milieu du siècle (2041-2070) selon différents scénarios d'émission de gaz à effet de serre à partir des nouvelles projections climatiques de référence DRIAS-2020. Ils sont consultables sur un site dédié publié par Météo-France en novembre 2022.

## Urbanisme

### Typologie
Au 1er janvier 2024, Einvaux est catégorisée commune rurale à habitat dispersé, selon la nouvelle grille communale de densité à sept niveaux définie par l'Insee en 2022.
Elle est située hors unité urbaine. Par ailleurs la commune fait partie de l'aire d'attraction de Nancy, dont elle est une commune de la couronne,. Cette aire, qui regroupe 353 communes, est catégorisée dans les aires de 200 000 à moins de 700 000 habitants,.

### Occupation des sols
L'occupation des sols de la commune, telle qu'elle ressort de la base de données européenne d’occupation biophysique des sols Corine Land Cover (CLC), est marquée par l'importance des territoires agricoles (78,5 % en 2018), une proportion identique à celle de 1990 (78,5 %). La répartition détaillée en 2018 est la suivante : terres arables (48,9 %), prairies (20,8 %), forêts (18 %), cultures permanentes (5,2 %), zones agricoles hétérogènes (3,7 %), zones urbanisées (3,5 %). L'évolution de l’occupation des sols de la commune et de ses infrastructures peut être observée sur les différentes représentations cartographiques du territoire : la carte de Cassini (XVIIIe siècle), la carte d'état-major (1820-1866) et les cartes ou photos aériennes de l'IGN pour la période actuelle (1950 à aujourd'hui).

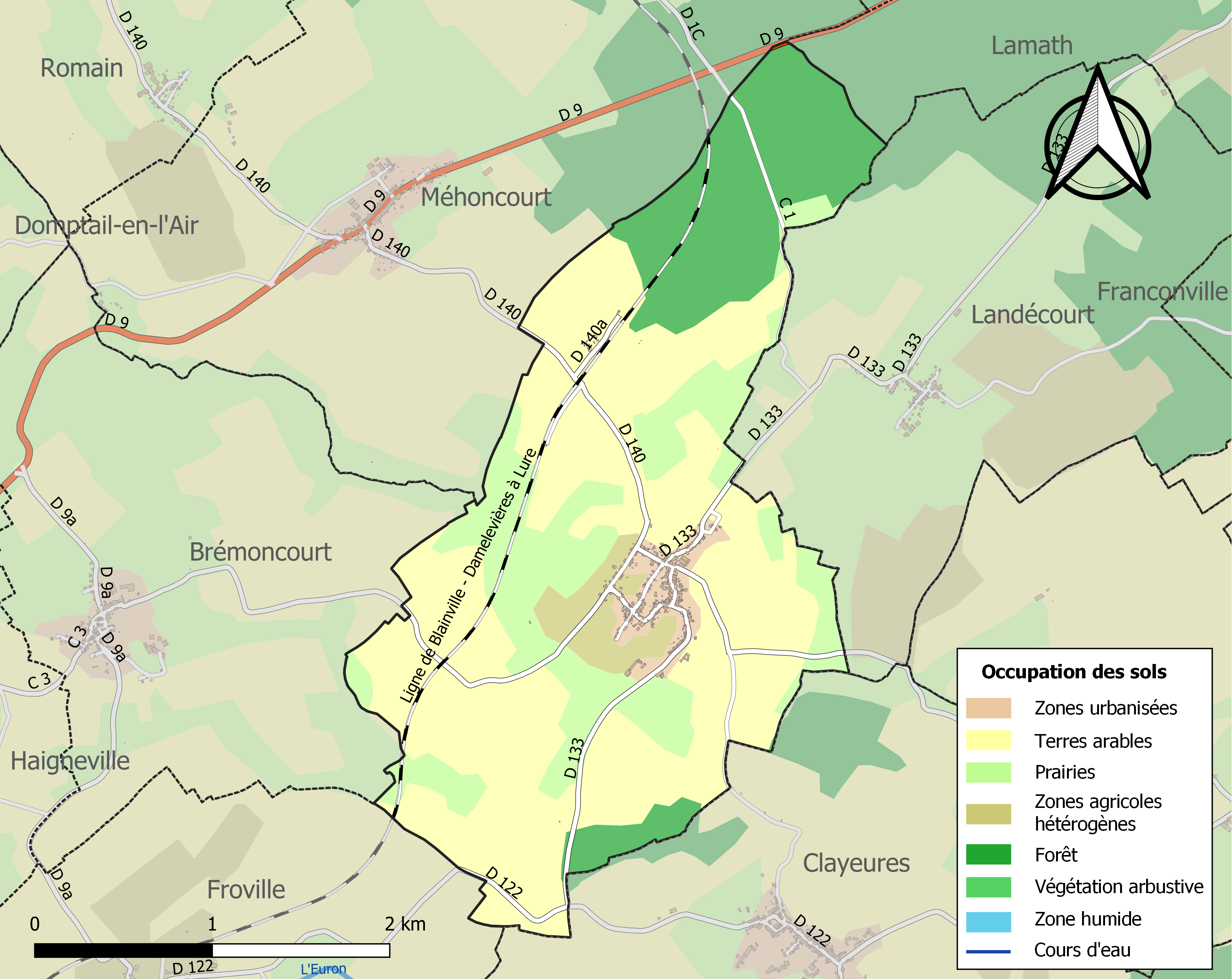
Carte des infrastructures et de l'occupation des sols de la commune en 2018 (CLC).

## Toponymie
Le nom de la localité est attesté sous les formes Allodium d’Envas (1114) ; Decima de Einvaux (1222) ; Ville d’Einvaulz (1291) ; Envaus (1299) ; Einvalz, Envalz (1317) ; Ainvau (1357) ; Envallis, Envalis (1389) ; Ainvault (1424) ; Enval (1434) ; Einval, Envau (1471) ; Ainvau (1499) ; Enwal (1526) ; Enwaulx (1605).

Albert Dauzat exclut Einvaux de la série des toponymes signifiant « en val, en vaux », c’est-à-dire « dans la vallée, au croisement des vallées » et suggère certes un emploi de -val, -vaux, mais précédé d’un nom de personne, suivant un mode de formation toponymique médiéval fréquent. Cependant, il n’en identifie aucun. Ernest Nègre lui reprend l’idée d’un anthroponyme qu’il suppose germanique  : Ansbaldus, pris de manière absolue (sans suffixe, ni appellatif) et qui aurait subi par la suite l’attraction de du mot latin vallis signifiant « val, vallée » sur la dernière syllabe, bien que ça ne corresponde pas à l’emplacement actuel du village. Aivau en patois et avault en austrasien signifient « parmi, à travers ». 
Einvaux se prononçait « Ninvoô » en lorrain roman, la langue locale.

## Histoire
Jean Godfrin signale une « viae vicinale », un segment de voie antique probablement pré-romain, reliant Giriviller à Einvaux. Selon lui, il s'agirait de la voie du Chaumontois qui allait de Deneuvre à Toul. Cette affirmation est à considérer avec prudence car elle fait abstraction d'une voie romaine bien connue et parallèle de très peu de distance, celle qui passe à Moyen, Gerbéviller, Mont-sur-Meurthe et Blainville-sur-L'eau.
Le territoire de la commune actuelle comprend en fait deux anciens villages : celui d'Einvaux et celui de Chaumont, situé plus haut, à l'emplacement de l'actuelle rue de Chaumont. Des trouvailles archéologiques à proximité du lieu-dit le Moulin de Chaumont attestent de la présence d'un important fundus gallo-romain. Ces éléments servent d'arguments à ceux qui veulent voir dans cet ancien village de Chaumont, le chef-lieu du Chaumontois mais cette hypothèse n'est pas admise par tous les historiens. Le pagus du Chaumontois était une subdivision de l'Empire romain puis de l'évêché de Toul au haut Moyen Âge.
Pendant l'une des guerres de Religion, Einvaux et Chaumont furent détruits par les reîtres en septembre 1587.
Sous l'ancien régime, le fief d'Einvaux dépendait de la châtellenie de Nancy, du bailliage de cette même ville, du doyenné de Deneuvre et du diocèse de Toul[réf. nécessaire].
À une période plus moderne, la commune d'Einvaux possédait une briqueterie à côté de la gare, elle a été bombardée au cours de la Première Guerre mondiale par les forces alliées, l'armée allemande s'y étant retranchée. Elle est aujourd'hui entièrement rasée.

### Légende de la fontaine des Pèlerins
Une source située sur le territoire de la commune était appelée "la fontaine des Pèlerins". Selon la légende, Pierre Fourrier fut saisi d'une soif lors d'une excursion et ne trouvant pas de point d'eau, enfonça son bâton de voyage dans la terre. En jaillit alors une source dont l'eau attira par la suite des visiteurs pour ses vertus miraculeuses. Le sentier emprunté par ces pèlerins porta également le nom de sentier des Pèlerins. Situés à proximité des actuelles rues de Bayon et du Breuil, le sentier et la fontaine ne sont plus visibles aujourd'hui, la source ayant été canalisée.

### Le marronnier
Au cœur du village, un marronnier centenaire agrémente la rue principale. Il a été planté en 1907 par l'instituteur du village pour fêter la séparation de l'Église et de l'État. Son emplacement ne semble pas avoir été choisi au hasard : il fait face à l'église et à l'ancienne école.

### Les anciens établissements Breton

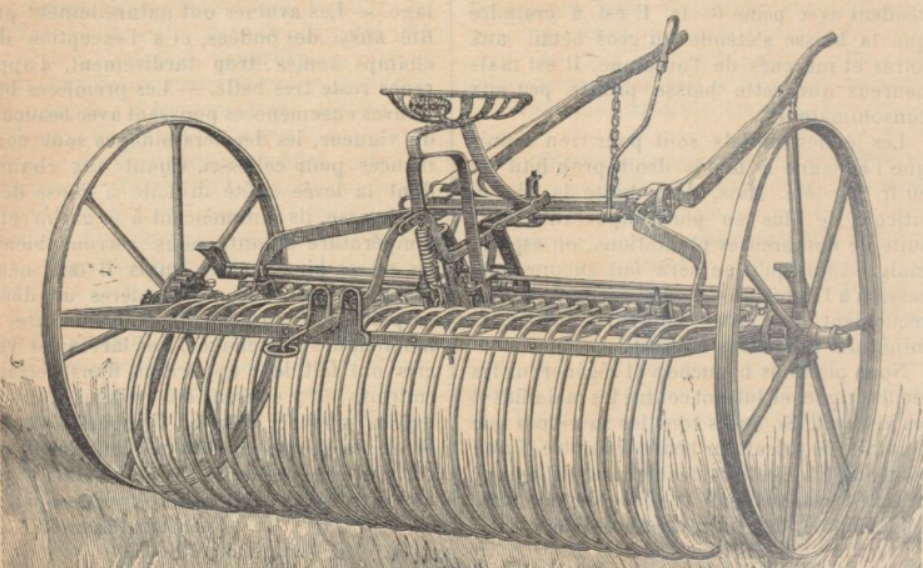
Râteau à foin à traction hippomobile fabriqué par les E^{ts} Breton à la fin du XIX^{e} siècle. Était également appelée « racleuse »

Cette entreprise a marqué la vie du village pendant plus de 150 ans.
Le 30 août 1826, Charles Breton, natif de Bettegney-Saint-Brice, se marie à Einvaux. Il s'y installe pour exercer le métier de charron. Il s'inspire des expériences de Mathieu de Dombasle pour faire évoluer son activité vers la construction de machines agricoles. Ses descendants continuent dans cette voie et l'entreprise croît. jusqu'à la Première Guerre mondiale. Elle est citée dans la catégorie « SPÉCIMENS D'EXPLOITATIONS RURALES ET D'USINES AGRICOLES »  du catalogue général de l'exposition universelle de Paris de 1878. L'entreprise reçoit de nombreuses récompenses pour ses innovations,. Elle est représentée dans toutes les grandes manifestations agricoles de l'Est de la France.
La période d'entre deux guerres est moins faste. La mésentente familiale empêche l'entreprise d'accompagner les premières grandes mutations mécaniques de l'agriculture.
Après la Seconde Guerre mondiale, les établissements Breton abandonnent peu à peu la construction et se spécialisent dans la distribution et la réparation de machines agricoles. L'entreprise connaît alors un nouvel essor avec son apogée à la fin des années 1970. La décennie suivante est une période noire pour le machinisme agricole dans le monde occidental. Les établissements Breton n'échappent pas à cette crise profonde. La fin du XXe siècle marque le déclin avec la cession de l'entreprise à un concurrent au milieu des années 1990.

## Politique et administration

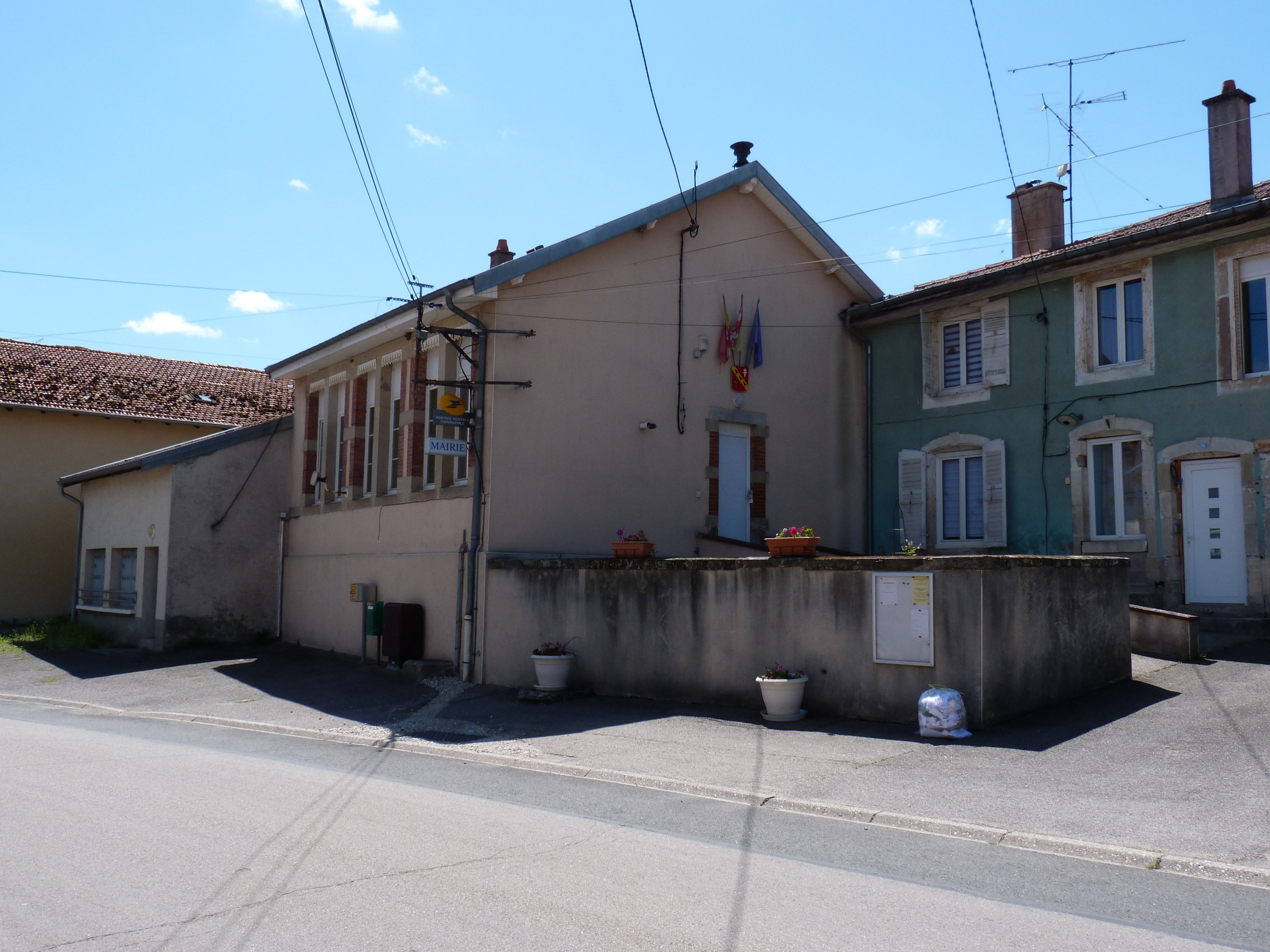
Mairie d'Einvaux.

## Population et société

### Démographie
L'évolution du nombre d'habitants est connue à travers les recensements de la population effectués dans la commune depuis 1793. Pour les communes de moins de 10 000 habitants, une enquête de recensement portant sur toute la population est réalisée tous les cinq ans, les populations de référence des années intermédiaires étant quant à elles estimées par interpolation ou extrapolation. Pour la commune, le premier recensement exhaustif entrant dans le cadre du nouveau dispositif a été réalisé en 2007.

En 2022, la commune comptait 350 habitants, en évolution de −0,57 % par rapport à 2016 (Meurthe-et-Moselle : −0,13 %, France hors Mayotte : +2,11 %).
| 1793 | 1800 | 1806 | 1821 | 1831 | 1836 | 1841 | 1846 | 1851 |
| ---- | ---- | ---- | ---- | ---- | ---- | ---- | ---- | ---- |
| 275  | 312  | 304  | 317  | 363  | 368  | 381  | 361  | 364  |

| 1856 | 1861 | 1872 | 1876 | 1881 | 1886 | 1891 | 1896 | 1901 |
| ---- | ---- | ---- | ---- | ---- | ---- | ---- | ---- | ---- |
| 360  | 363  | 385  | 375  | 381  | 388  | 346  | 342  | 345  |

| 1906 | 1911 | 1921 | 1926 | 1931 | 1936 | 1946 | 1954 | 1962 |
| ---- | ---- | ---- | ---- | ---- | ---- | ---- | ---- | ---- |
| 347  | 338  | 391  | 393  | 375  | 357  | 327  | 317  | 315  |

| 1968 | 1975 | 1982 | 1990 | 1999 | 2006 | 2007 | 2012 | 2017 |
| ---- | ---- | ---- | ---- | ---- | ---- | ---- | ---- | ---- |
| 309  | 300  | 254  | 284  | 284  | 314  | 318  | 325  | 363  |

| 2022 | - | - | - | - | - | - | - | - |
| ---- | - | - | - | - | - | - | - | - |
| 350  | - | - | - | - | - | - | - | - |

### Sports
Le village possède son propre club de football, l'A.S. Einvaux, ainsi qu'un stade.

## Culture locale et patrimoine

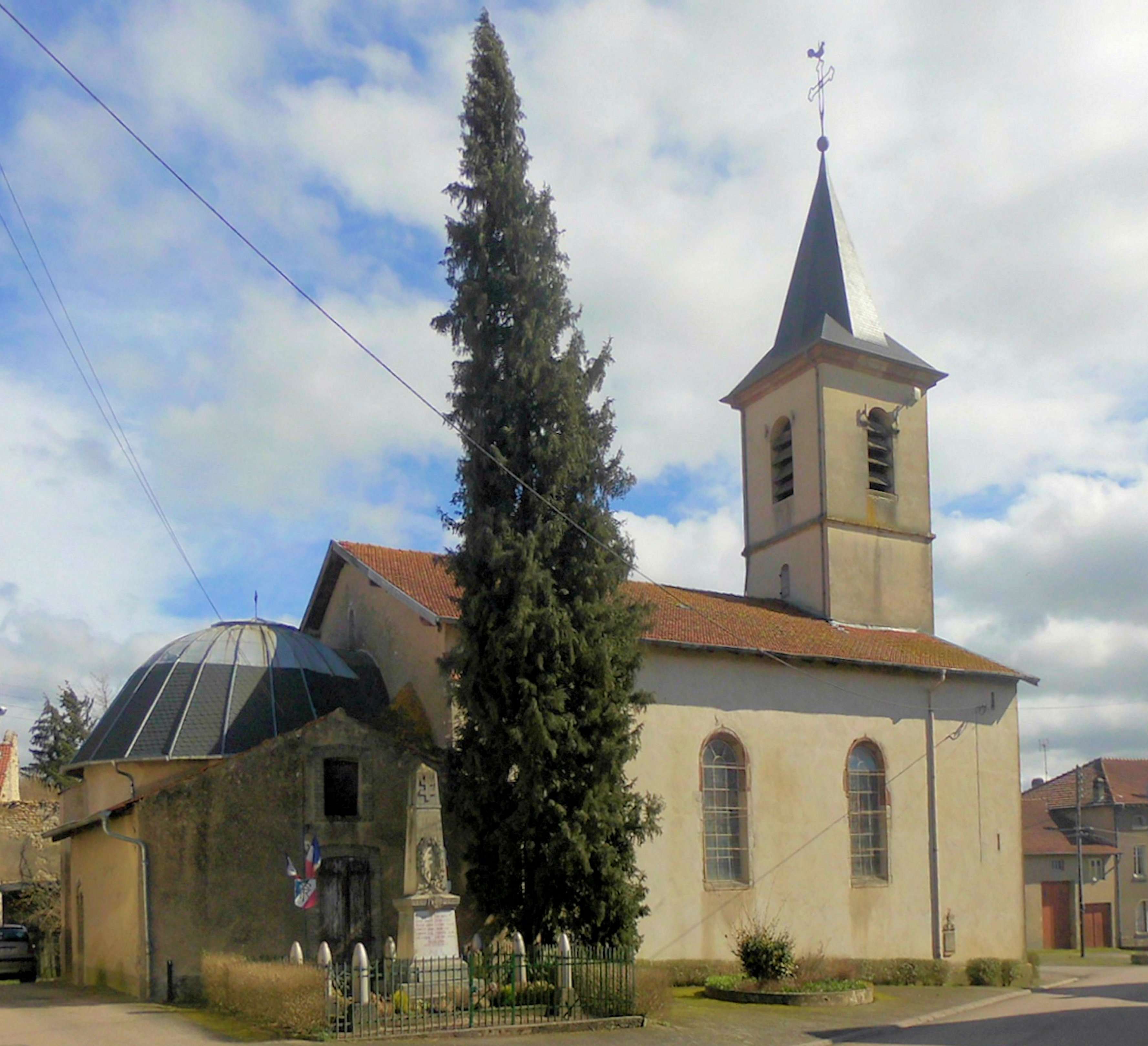
L'église Saint-Jacques-le-Majeur.

### Lieux et monuments
- Vestiges de villa gallo-romaine repérés en 1899[30].
- Vestiges d'un cimetière mérovingien.
- Église Saint-Jacques-le-Majeur : tour massive, nef XVIIIe remaniée.

### Héraldique
| Blason de Einvaux | Blason  | De gueules, à la bande d’or chargée de trois corbeaux de sable posés à plomb, accompagnée en chef d’une croix patriarcale (alias de Lorraine) d’argent et en pointe d’une gerbe de blé d’or. |
| Blason de Einvaux | Détails | Le blason date de janvier 2009. La croix patriarcale et la bande évoquent la Lorraine. Le dicton dit « Corbeau d’Einvaux, cache tes pattes sinon t’auras des guêtres » signifiant que les corbeaux s’engluent les pattes sur le sol argileux du territoire. La gerbe de blé indique l’activité agricole de la commune. Le statut officiel du blason reste à déterminer. |

#### Blason populaire
les habitants étaient surnommés « les Crâs » ou « les Croos », c'est-à-dire les corbeaux. Il existait également un quolibet patois : « croo d'Ninvoo, coiche tes paittes, t'aurais des guiettes ».